# FK ČSK Pivara Čelarevo
Maillots
Dernière mise à jour : 7 avril 2012.
Le Fudbalski Klub Čebski Sportski Klub Pivara Čelarevo (en serbe : Фудбалски Клуб Чебски Спортски Клуб Пивара), plus couramment abrégé en ČSK Pivara Čelarevo, est un club serbe de football fondé en 1925 et basé dans la ville de Čelarevo.

## Bilan par saison
| Saison    | Championnat        | Championnat | Championnat | Championnat | Championnat | Championnat | Championnat | Championnat | Championnat | Championnat | Coupe de Serbie     |
| Saison    | Division           | Pos         | Pts         | J           | V           | N           | D           | BP          | BC          | Diff        | Coupe de Serbie     |
| --------- | ------------------ | ----------- | ----------- | ----------- | ----------- | ----------- | ----------- | ----------- | ----------- | ----------- | ------------------- |
| 2006-2007 | 2e                 | 9e          | 56          | 38          | 13          | 17          | 8           | 38          | 26          | +12         | Seizièmes de finale |
| 2007-2008 | 2e                 | 9e          | 46          | 34          | 11          | 13          | 10          | 34          | 29          | +5          | Seizièmes de finale |
| 2008-2009 | 2e                 | 8e          | 50          | 34          | 14          | 8           | 12          | 31          | 35          | -4          | Huitièmes de finale |
| 2009-2010 | 2e                 | 17e         | 32          | 34          | 6           | 14          | 14          | 32          | 48          | -16         | Seizièmes de finale |
| 2010-2011 | 3e Voïvodine       | 6e          | 48          | 30          | 13          | 9           | 8           | 49          | 33          | +16         | —                   |
| 2011-2012 | 3e Voïvodine       | 3e          | 43          | 28          | 12          | 7           | 9           | 34          | 34          | 0           | —                   |
| 2012-2013 | 3e Voïvodine       | 6e          | 44          | 30          | 12          | 8           | 10          | 32          | 24          | +8          | —                   |
| 2013-2014 | 3e Voïvodine       | 3e          | 54          | 30          | 14          | 12          | 4           | 50          | 21          | +29         | —                   |
| 2014-2015 | 3e Voïvodine       | 1er         | 74          | 30          | 24          | 2           | 4           | 25          | 27          | +51         | —                   |
| 2015-2016 | 2e                 | 3e          | 48          | 30          | 14          | 6           | 10          | 28          | 19          | +9          | Seizièmes de finale |
| 2016-2017 | 2e                 | 12e         | 34          | 30          | 8           | 11          | 11          | 31          | 32          | -1          | Seizièmes de finale |
| 2017-2018 | 2e                 | 15e         | 22          | 30          | 4           | 10          | 16          | 30          | 53          | -23         | Tour préliminaire   |
| 2018-2019 | 3e Voïvodine       | 13e         | 39          | 32          | 11          | 7           | 14          | 38          | 56          | -18         | Tour préliminaire   |
| 2019-2020 | 4e Voïvodine-Ouest | 5e          | 31          | 17          | 9           | 4           | 4           | 34          | 17          | +17         | —                   |
| 2020-2021 | 4e Voïvodine-Ouest | en cours    | en cours    | en cours    | en cours    | en cours    | en cours    | en cours    | en cours    | en cours    | —                   |

Légende
- Promotion en division supérieure.
- Relégation en division inférieure.

## Personnalités du club

### Présidents du club
- Aleksandar Radosavljević

### Entraîneurs du club
- Petar Kurćubić